# Régi idők kocsija
A Régi idők kocsija (eredeti címe: Coupe de Ville) 1990-ben bemutatott amerikai filmvígjáték-dráma, amelyet Joe Roth rendezett. A forgatókönyvet Mike Binder készítette. A főbb szerepekben Patrick Dempsey, Daniel Stern és Arye Gross. 1990. március 9-én mutatták be az Egyesült Államokban. Magyarországon 2003. december 30-án ment először a tévében.

## Történet
A Libner család legidősebb gyermeke, Marvin, őrmester az amerikai légierőnél. Buddy, a középső gyerek félénk álmodozó. Bobby, a legfiatalabb, egy jóképű lázadó a javítóintézetben. Gyerekként sokat veszekedtek, felnőttként pedig alig beszélnek egymással. 1963 nyarán kemény és különc apjuk, Fred feladatot ad nekik: vigyék el az édesanyjuknak, Bettynek vásárolt 1954-es Cadillac 62-es sorozatú kabriót Detroitból Miamiba. Az út során a három testvér összeveszik, és elkezdenek újra egymásra találni, miközben különböző problémákkal küzdenek meg az út során.

## Szereplők
| Szerep                | Színész         | Magyar hang     |
| --------------------- | --------------- | --------------- |
| Robert "Bobby" Libner | Patrick Dempsey | Csőre Gábor     |
| Buddy Libner          | Arye Gross      | Zámbori Soma    |
| Marvin Libner         | Daniel Stern    | Sztarenki Pál   |
| Tammy                 | Annabeth Gish   | Horváth Lili    |
| Betty Libner          | Rita Taggart    | Győry Franciska |
| Phil bácsi            | Joseph Bologna  | Sörös Sándor    |
| Fred Libner           | Alan Arkin      | Áron László     |
| Doc Sturgeon          | James Gammon    |                 |
| Professzor Kloppner   | John Considine  |                 |

## Fogadtatás

### Kritikai visszhang
A Rotten Tomatoeson 25%-os minősítést ért el 8 értékelés alapján. Rene Jordan az El Nuevo Heraldtól azt írta: „Bár az utazás hosszú, a filmből sosem fogy ki az érzelmi benzin.” Roger Ebert szerint: „Van valami tompító abban a fajta képletképben, ahol teljes bizonyossággal tudod, hogy mi fog történni, és hogyan, és miért.” Scott Weinberg az eFilmCritic.com weboldalon azt írta: „Kiszámíthatóan kedves, meghatóan érzelmes, útkereső, felnőtté váló szerelmi fesztivál. Szilárd dallamok.”

### Bevétel adatai
A Box Office Mojo szerint a film 715 ezer dolláros bevételt ért el, a költségetésről nincs adat.